# Girlfriends (serie televisiva 2018)
Girlfriends è una serie TV britannica di genere drammatico, trasmessa per la prima volta da ITV il 3 gennaio 2018. La serie segue le vite di tre donne di mezza età che sono amiche fin dagli anni della gioventù. La serie è stata scritta, creata e diretta da Kay Mellor.

## Trama
Per le amiche di una vita Linda, Sue e Gail gli anni sono volati via, ma le loro vite sembrano ancora più complicate che mai. Quando il marito di Linda, Micky, scompare da una crociera per il loro anniversario di matrimonio, Linda si ritrova tutto d'un tratto da sola e per la prima volta negli ultimi 30 anni. Vedova e immersa in se stessa, ritorna così dalle sue vecchie amiche Gail e Sue per avere supporto, ma ognuna di loro sta affrontando problemi personali.

## Episodi
| Stagione       | Episodi | Prima TV originale | Prima TV Italia |
| -------------- | ------- | ------------------ | --------------- |
| Prima stagione | 6       | 2018               | inedito         |

## Cast

### Principale
- Phyllis Logan nel ruolo di Linda Hutchinson
- Miranda Richardson nel ruolo di Sue Thackery
- Zoë Wanamaker nel ruolo di Gail Stanley
- Philip Cumbus nel ruolo di Andrew Thackery, figlio di Sue
- Daisy Head nel ruolo di Ruby Hutchinson, figlia di Linda
- Matthew Lewis nel ruolo di Tom, figlio di Gail

### Ricorrente
- Emmett J Scanlon nel ruolo di Chris Donoghue
- Rochenda Sandall nel ruolo di Anne Thurston
- Kobe Jerome nel ruolo di Ben, figlio di Tom e Corinne
- Steve Evets nel ruolo di Micky Hutchinson
- Chris Fountain nel ruolo di Ryan Hutchinson, figlio di Linda
- Paula Wilcox nel ruolo di Carole Hardcastle
- Valerie Lilley nel ruolo di Edna, madre di Gail
- Adrian Rawlins nel ruolo di Dave, ex-marito di Gail
- Anthony Head nel ruolo di John, amante sposato di Sue e padre di Andrew
- Wendy Craig nel ruolo di Barbara Thackery, madre di Sue
- Dave Hill nel ruolo di Frank, ragazzo di Barbara
- Matthew Marsh nel ruolo di Alan Forbes, agente assicurativo di Micky
- Rhea Bailey nel ruolo di Corinne Anderson, ex-fidanzata di Tom e madre di Ben